# Deštný les

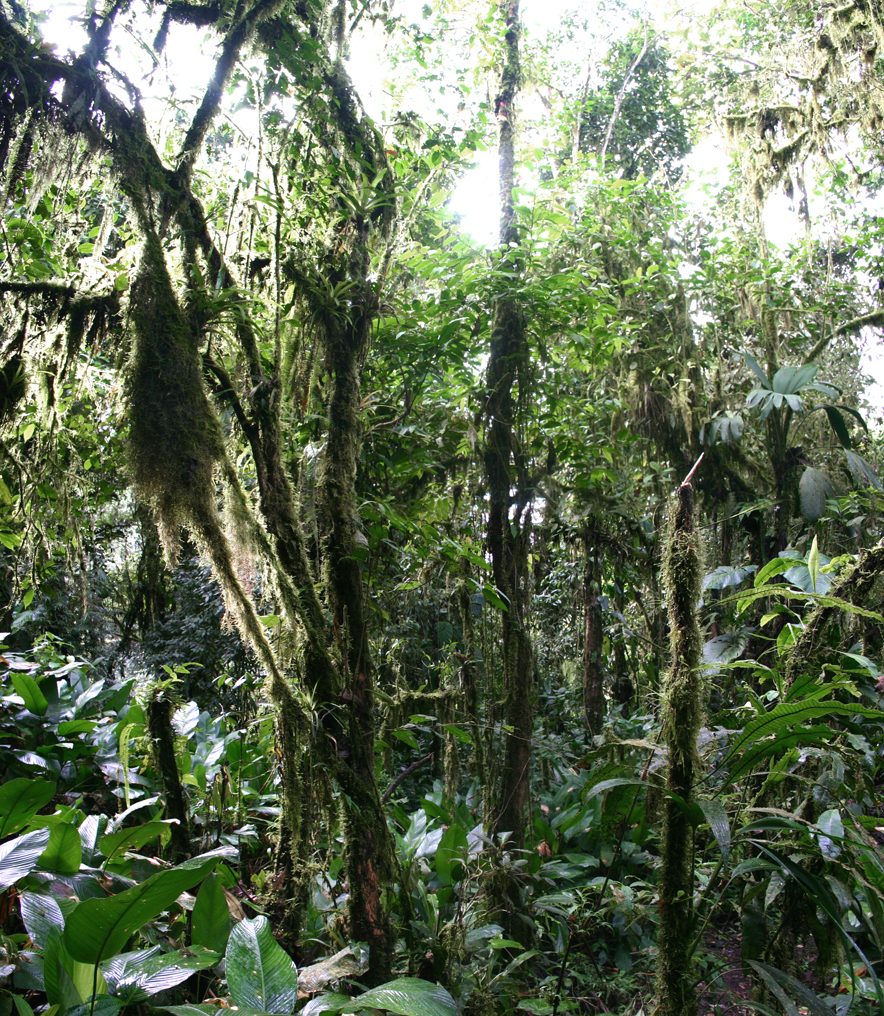
Tropický deštný les v Ekvádoru

Deštný les nebo  deštný prales je označení pro listnaté lesy (prakticky jde vždy o stálezelené deštné lesy), ve kterých není období sucha a které rostou v teplotně příznivých podmínkách, konkrétně v tropickém (tropický deštný les), subtropickém (subtropický deštný les) nebo částečně i mírném podnebném pásu (deštný les mírného pásu).

## Vývoj
Výzkumy ukázaly, že deštné pralesy se začaly na některých místech světa vyvíjet krátce po katastrofě na konci křídy, která se odehrála před 66 miliony let.

## Výskyt
- V tropech v mnoha oblastech (největší jsou Amazonský prales a Konžský deštný prales)
- V subtropech v jihovýchodní Asii, východní Austrálii, na severním ostrově Nového Zélandu, jihovýchodní Jižní Africe a v jihovýchodní Brazílii
- V mírném pásmu v jižním Chile, v západní Tasmánii, na jižním ostrově Nového Zélandu, v tzv. Pacific Northwest v USA a na jihozápadním pobřeží Kanady.
- V pravěku byl i na Antarktidě.[3]

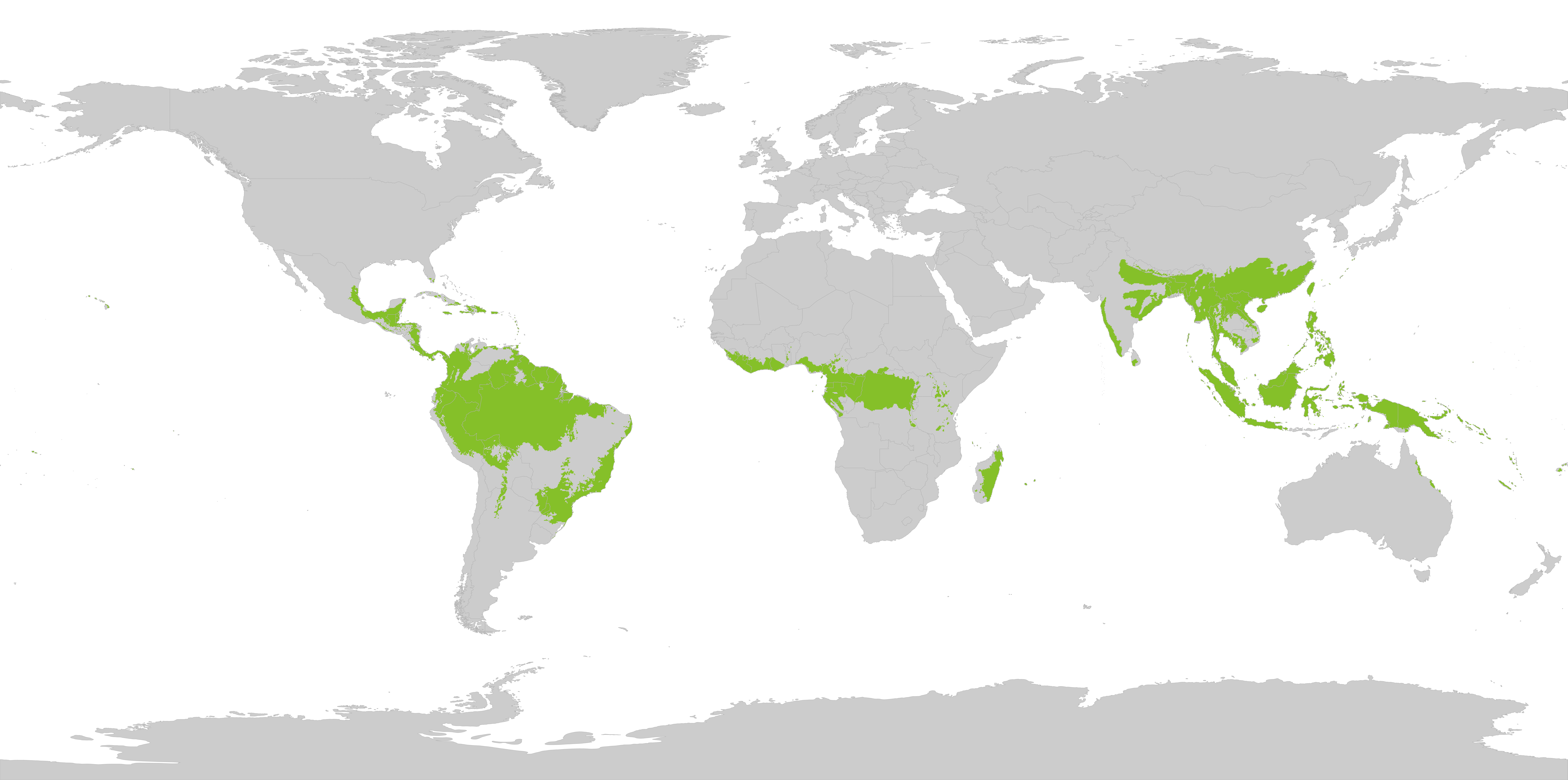
Hlavní výskyt v tropickém pásu
Hlavní výskyt v subtropickém a mírném pásu

Charakteristické jsou porosty stromů, mechy a lišejníky a na zemi růst kapradin.

## Tropický deštný les
Tropický deštný les je velmi bohatý na druhy – obsahuje až přes 100 druhů stromů na hektar. V tropickém deštném lese žije nejméně 50 % všech druhů živočichů a zvířat Země, přičemž ani zdaleka ještě nejsou všechny známé a každý den v důsledku ničení těchto lesů mnohé druhy vymírají.
Tropické deštné pralesy se nachází převážně v rozvojových zemích. V roce 1990 pokrýval asi 7 milionů km² povrchu Země, přičemž stejné množství bylo zničeno v během uplynulých 30 let.
Má ze všech ekosystémů největší biomasu.
Velkým ekologickým problémem je prudké snižování plochy těchto lesů z ekonomických důvodů. Má to vliv na atmosférickou cirkulaci kyslíku, ohrožuje to téměř všechny světové živočišné a rostlinné druhy, způsobuje erozi půdy a podobně.

### Vodstvo
V deštných lesích mají řeky vždy dost vody. Tečou tam nejvodnatější řeky na Zemi – Amazonka, Kongo. Mají kalnou vodu. Vytvářejí v ní zásoby vody, suroviny dnes ještě nedoceněné. Jen amazonský deštný prales produkuje okolo 40 % veškerého kyslíku, který vzniká na Zemi.

### Rostlinstvo
Roste v patrech. Je velmi pestré a husté. Je tam největší počet rostlin a živočichů na Zemi, mnohé z nich člověk ještě neobjevil.

### Obyvatelstvo
Žijí zde kmeny, které neznají civilizaci, mnohé na úrovni doby kamenné. Pěstuje se palma kokosová, banánovník, kávovník, olivovník, cukrová třtina, rýže apod. Zemědělství je však obtížné vzhledem k tomu, že neustálé srážky po čase vyplaví většinu živin z půdy, proto lze na půdě vzniklé žďářením pralesa pěstovat plodiny jen po několik let. Těží se mahagon.